# 十勝港
十勝港（とかちこう）は、北海道広尾郡広尾町にある港湾。港湾管理者は広尾町。港湾法上の「重要港湾」に指定されている。十勝総合振興局では唯一の港湾法上の「港湾」であり、農業王国・十勝の「アグリポート」として整備が進められている。
1984年にはカルビーポテト丸が就航。農繁期にカルビーの工場最寄りの広島港及び鹿児島市の谷山港向けにカルビーポテトのジャガイモを海上輸送する。2011年（平成23年）には輸入原料の保管から配合飼料の製造までを一貫して行う飼料コンビナートが操業開始した。毎年8月に開催する『十勝港まつり・十勝港海上花火大会』の会場になっている。

## 港湾施設
外郭施設
- 北地区
  - 南防波堤
  - 島防波堤
  - 外北防波堤
  - 船澗堤
  - 北波除堤
  - 第2ふ頭埋立護岸
  - 南ふ頭第4岸壁取付先端
  - 第3ふ頭防波護岸
  - 緑地護岸
  - 第4ふ頭道路護岸
- 南地区
  - 北防波堤
  - 船入澗東堤
  - 南波除堤
  - 南ふ頭第2護岸
  - 船入澗東護岸
  - 南防波護岸
- 外港地区
  - 外港地区南波除堤
  - 外港地区東防波護岸
  - 外港地区西防波護岸
  - 外港地区外南防波堤
  - 東防波堤
  - 外港地区南防波護岸

けい留施設（大型）
- 北地区
  - 南ふ頭第4岸壁
  - 第2ふ頭第1・2岸壁
  - 第3ふ頭第1岸壁
  - 第3ふ頭第2・3岸壁
  - 第3ふ頭第4岸壁
  - 第3ふ頭第5岸壁
  - 第3ふ頭第6岸壁
  - 第3ふ頭第7・8岸壁
  - 第4ふ頭第1岸壁
  - 第4ふ頭第2岸壁
  - 第4ふ頭第3岸壁
- 南地区
  - 漁業ふ頭岸壁
  - 南ふ頭第1岸壁
  - 南ふ頭第2・3・5岸壁

## 官公署
- 広尾町
- 函館税関釧路税関支署十勝出張所
- 第一管区海上保安本部釧路海上保安部広尾海上保安署
- 広尾警察署

## 沿革

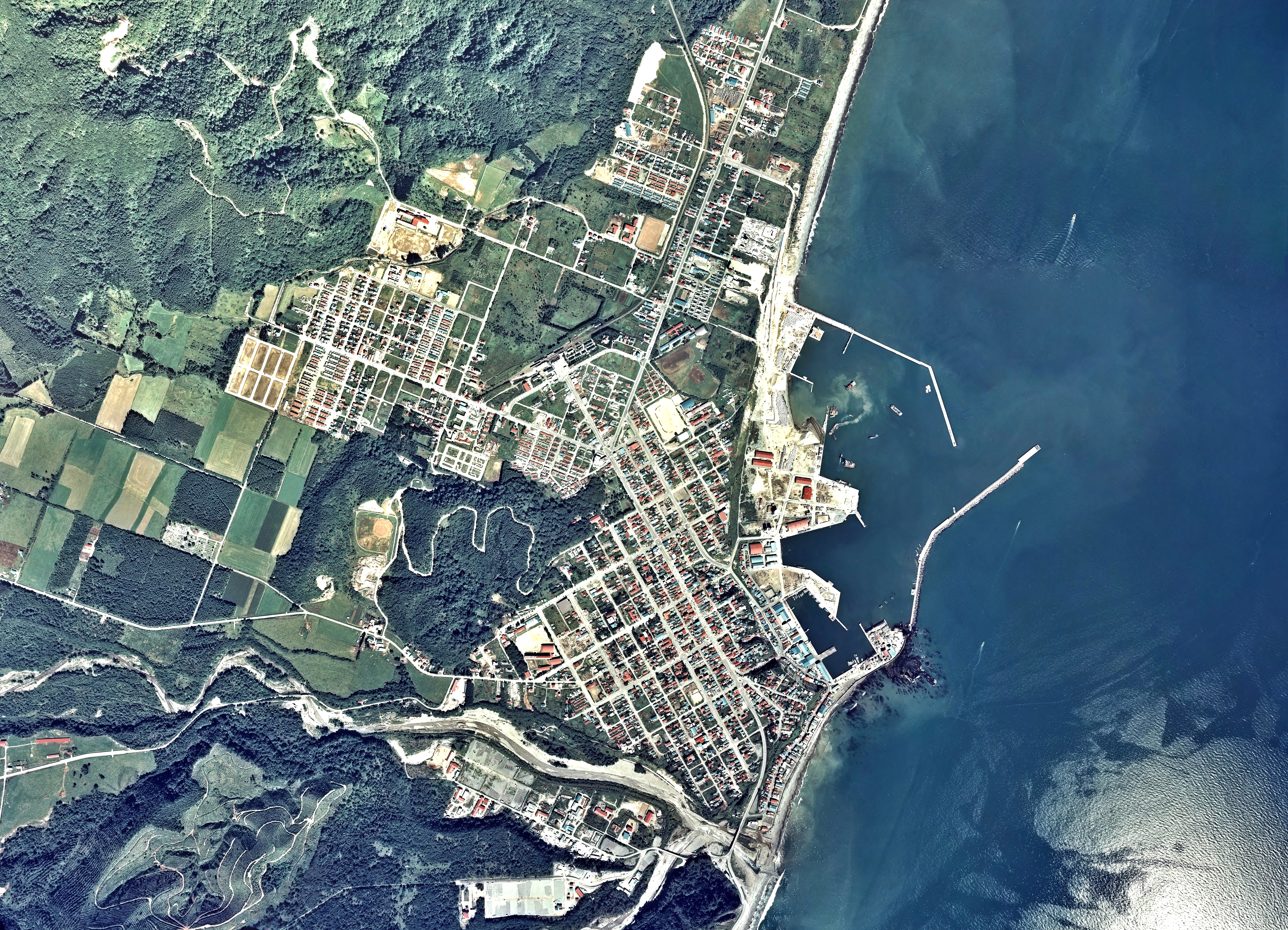
十勝港と広尾町中心部周辺の空中写真（1977年（昭和52年）撮影の8枚を合成作成）。。

- 1929年（昭和04年）：広尾港改修工事着手。
- 1951年（昭和26年）：港則法による「避難港」指定。
- 1953年（昭和28年）：広尾町が港湾管理者となる。
- 1959年（昭和34年）：「地方港湾」となる。
- 1960年（昭和35年）：初の貨物船（第8松栄号）入港。
- 1965年（昭和40年）：十勝港と改称。
- 1970年（昭和45年）：「重要港湾」指定。
- 1979年（昭和54年）：コンテナ船運航開始（2006年休止）。
- 1988年（昭和63年）：『十勝海洋博覧会』会場となる[6][7][8]。
- 1989年（平成元年）：十勝港広域小麦流通センター完成[9][10]。
- 1990年（平成02年）：第3ふ頭供用開始[11]。
- 1993年（平成05年）：ホクレン肥料による十勝肥料センター操業開始[12]。
- 1994年（平成06年）：「北海道東方沖地震」による液状化現象発生[13]。
- 1996年（平成08年）：東京—釧路—十勝間フェリー就航（1999年休止）[14][15]。
- 1999年（平成11年）：関税法による「開港」指定[16]。十勝港広域小麦流通センターのサイロ増設[17]。
- 2000年（平成12年）：検疫法による「無線検疫港」指定。
- 2003年（平成15年）：「十勝沖地震」発生し、港内の全岸壁被災[18]。
- 2004年（平成16年）：第4ふ頭第3岸壁（-13 m）供用開始[19]。
- 2006年（平成18年）：十勝港広域小麦流通センターのサイロ増設[20]。
- 2010年（平成22年）：十勝グレーンセンターへの原料搬入第1船入港[21][22]。とかち飼料飼料製造工場完成し、試験操業開始[23]。十勝グレーンセンター飼料原料用サイロ完成[24][25]。
- 2011年（平成23年）：十勝港広域小麦流通センターのサイロ増設[26][27]。「東日本大震災」発生し、津波により被災[28][29]。
- 2014年（平成26年）：水面貯木場完成[30]。
- 2018年（平成30年）：北海道開発局が管轄を帯広開発建設部から釧路開発建設部へ変更[31]。
- 2025年（令和7年）：国土交通省から「特定農林水産物・食品輸出促進港湾（産直港湾）」に北海道内で初めて認定される[32][33]。